# Ластавичје гнездо
Ластавичје гнездо (рус. Ласточкино гнездо) један је од најлепших руских двораца смештен у селу Гаспра на неких 9 километара од Јалте на Криму. 
Саграђен је по замисли барона Јозефа фон Штајнгајла и налази се на литици Аурора, високој 40 метара. 
Дворац је саграђен између 1911-1912. у неоготском стилу од стране руског архитекте Леонида Шервуда, на месту некадашње дрвене виле изграђене између 1877-1878. После 1971. је отворен за јавност као музеј. Дворац је служио као поставка за многе познате филмове снимљене у совјетској ери. 
Ластавичје гнездо је једна од најпопуларнијих атракција за посетиоце на Криму и његов симбол.
Објекат се налази на листи културног наслеђа од националног значаја Руске Федерације.